# Калиев, Талгат Габдуллович
Талгат Габдуллович Калиев (каз. Талғат Ғабдуллаұлы Қалиев; род. 16 июня 1962, Алма-Ата, Казахская ССР, СССР) — казахстанский дипломат, Чрезвычайный и Полномочный Посол Казахстана в ЮАР (2014—2019). Специальный представитель президента Республики Казахстан по Афганистану (с 2020 года).

## Биография
1987—1992 гг. — стажёр-исследователь, аспирант института международного рабочего движения Академии наук СССР (Института рабочего движения и сравнительной политологии Российской академии наук).
1992—1993 гг. — старший научный сотрудник Казахстанского института стратегических исследований.
1993—1994 гг. — второй секретарь Министерства иностранных дел Казахстана.
1994—1997 гг. — атташе, третий, второй секретарь посольства Казахстана в Турции.
1998—1999 гг. — начальник отдела азиатской безопасности Министерства иностранных дел Казахстана.
1999—2000 гг. — первый секретарь посольства Казахстана в Великобритании.
2000—2003 гг. — первый секретарь посольства Казахстана в США.
Январь — август 2003 г. — директор департамента Европы и Америки Министерства иностранных дел Казахстана.
2003—2007 гг. — советник, советник-посланник посольства Казахстана в США, временный поверенный в делах Казахстана в США.
2007—2009 гг. — директор департамента Америки Министерства иностранных дел Казахстана.
Февраль — сентябрь 2009 г. — советник министра иностранных дел Казахстана.
Сентябрь 2009 — февраль 2012 г. — председатель комитета по внешнеполитическому анализу и планированию Министерства иностранных дел Казахстана.
Февраль 2012 — февраль 2014 г. — временный поверенный в делах Казахстана в Румынии.
Февраль 2014 — июль 2019 г. — Чрезвычайный и полномочный посол Казахстана в Южно-Африканской Республике.
Август 2019 — февраль 2020 г. — директор департамента внешнеполитического анализа и прогнозирования Министерства иностранных дел Казахстана.
С 26 февраля 2020 года — специальный представитель президента Казахстана по Афганистану.